# Purperduif
De purperduif (Patagioenas subvinacea) is een vogel uit de familie Columbidae (duiven).

## Verspreiding en leefgebied
Deze soort komt voor van Costa Rica zuidelijk tot westelijk Ecuador, Bolivia en centraal Brazilië en telt negen ondersoorten:
- P. s. subvinacea: Costa Rica en Panama.
- P. s. berlepschi: van zuidoostelijk Panama tot zuidwestelijk Ecuador.
- P. s. peninsularis: noordoostelijk Venezuela.
- P. s. zuliae: noordoostelijk Colombia en westelijk Venezuela.
- P. s. purpureotincta: zuidoostelijk Colombia, zuidelijk Venezuela en de Guiana's.
- P. s. ogilviegranti: van de Colombiaanse Andes tot noordoostelijk Bolivia, westelijk Brazilië.
- P. s. ruberrima: noordwestelijk Colombia.
- P. s. anolaimae: centraal Colombia.
- P. s. recondita: centraal amazonisch Brazilië.

## Status
De grootte van de populatie is in 2020 geschat op 5-50 miljoen volwassen vogels. Op de Rode lijst van de IUCN heeft deze soort de status niet bedreigd.